# Der singende Narr
Der singende Narr (Originaltitel: The Singing Fool) ist ein früher US-amerikanischer Tonfilm aus dem Jahre 1928 von Lloyd Bacon mit Al Jolson in der Titelrolle. Die Story basiert auf der Kurzgeschichte „The Singing Fool“ von Leslie Burrows.

## Handlung
Al Stone arbeitet Abend für Abend als Kellner in Blackie Joes Café, einem Lokal am Broadway in New York. Während seiner Dienstzeit betritt Louis Marcus, seines Zeichens ein allmächtiger Theaterdirektor, der sich immer wieder mal nach neuen Talenten für seine Bühne umschaut, diesen Ort. Da Al eine wunderschöne Gesangsstimme besitzt, mit der auch gern die Gäste unterhält, erkennt Marcus, dass er hier offensichtlich ein kleines Juwel aufgetan hat. Marcus möchte Al als Komponist und Liedtexter verpflichten. Da Al sehr verliebt in eine attraktive aber nichtsnutzige und charakterschwache Soubrette namens Molly Winton ist, sagt Al Marcus nur unter der Bedingung zu, dass seine Kompositionen ausschließlich von Molly gesungen werden dürfen. Widerwillig stimmt Marcus zu, verpflichtet die beiden als Doppelpack, und infolge dieses Karriereschubs heiraten Al und Molly, obwohl diese für den gutherzigen Al keine tiefergehenden Gefühle hegt.
Jahre gehen ins Land, und Molly hat ein Kind zur Welt gebracht, das alle nur Sonny Boy nennen. Nebenbei hat sich Als Frau mit ihrer Stimme auch einen Namen am Broadway gemacht. Eines Tages hat die egozentrische Molly genug von ihrem Mann, den sie zuletzt immer häufiger betrogen hat, und kündigt an, ihn verlassen zu wollen. Al klammert sich an die Liebe zu seinem Sohn, Sonny Boy, den er abgöttisch liebt. Er denkt sich für das Kind Märchen aus und schreibt für ihn eigene Kinderlieder, mit denen er den Jungen auch in den Schlaf singt. Als es so weit ist und Molly an der Seite ihres neuen Lovers, des Gangsters John Perry, geht, nimmt sie den Jungen mit. Sie sagt, sie wolle ins Ausland gehen. Für Al bricht eine Welt zusammen. Al macht sich auf die Suche nach ihr und dem gemeinsamen Kind. Als er beide auftut, ist ihm nur ein kurzer Abschied von Sonny Boy in einem öffentlichen Park vergönnt.
Für Al bricht eine Welt zusammen. Er vernachlässigt fortan sich und seine Kunst und ist in jeder Hinsicht im Niedergang begriffen. Bald hat niemand mehr Interesse an dem Gesangswunder Al Stone. In einem obskuren Nachtclub lernt er eines Abends das nette Zigarettenmädchen Grace kennen. Die hübsche aber recht scheue Brünette hat sich schon seit geraumer Zeit, ohne dass Al davon weiß, in ihn verliebt und versucht, dem alleingelassenen Vater in dieser schweren Zeit Trost und Stütze zu sein. Grace macht ihm klar, dass er, schon des Jungen wegen, sich nicht vollkommen gehen lassen könne, denn es werde der Tag kommen, da werde sein Sonny Boy ihn brauchen. Al beschließt, mit seinem gesanglichen Können zu seinen Ursprüngen zurückzukehren, malt sein Gesicht und alle anderen sichtbaren Körperstellen schwarz an (sog. Blackfacing) und tritt in dieser Maskerade öffentlich auf. Damit gelingt Al ein furioses Comeback, und seine Popularität steigt in ungeahnte Höhen.
Die treulose Molly erfährt von Als neuem Ruhm, versucht sich dies zunutze zu machen und knüpft zaghaft Kontakte zu ihm, da mit diesem Ruhm auch neue Einnahmen ihres Gatten verbunden sind. Molly weiß auch, wie sie Al ködern kann: Sie sagt ihn, dass sein innig geliebter Sohn krank sei und kann dadurch Al an dessen Krankenlager locken. Entsetzt muss Al im Krankenhaus feststellen, dass Sonny Boy deutlich kranker ist als angenommen. Wieder versucht der Vater seinem Sohn mit zärtlichen Eigenkompositionen Mut und Hoffnung zu geben. Doch als der Junge in seinen Armen einschläft, muss Al feststellen, dass sein Sonny Boy gestorben ist. Den tiefen Schmerz in sich tragend, denkt Al an die einst ihn aufbauenden Worte von Grace, sich nicht gehen zu lassen und die Welt mit seinem Schmelz in der Kehle zu beglücken. Er tritt vor sein Publikum und singt mit einer Inbrunst so herzerwärmend und voller Liebe diejenigen Lieder, die er einst für seinen toten Sohn verfasst hatte.

## Produktionsnotizen
Infolge des großen Erfolges von Der Jazzsänger, der trotz weitgehend stummer Passagen als erster Tonfilm der Kinogeschichte gilt und gleichfalls Jolson in der Hauptrolle hatte, entstand Der singende Narr. Der Film wurde am 19. September 1928 in New York uraufgeführt. In Deutschland konnte man den Streifen seit seiner Berliner Premiere ab dem 3. Juni 1929 im Gloria-Palast sehen. Die Wiener Premiere war am 21. September 1929.

## Einnahmen
The Singing Fool spielte die damals enorme Summe von 5,915 Millionen Dollar ein und war damit der profitabelste US-Kinofilm bis Walt Disneys Schneewittchen und die sieben Zwerge (1937). Für die produzierende Warner Bros. war The Singing Fool bis 1941, als Sergeant York in den US-Kinos anlief, der kommerziell erfolgreichste Streifen der Firmengeschichte

## Musiktitel
Folgende Musiktitel wurden gespielt bzw. gesungen:
- „Sonny Boy“ und „It All Depends on You“. Text und Musik von Lew Brown, B. G. DeSylva und Ray Henderson
- „I'm Sittin' on Top of the World“. Text von Sam Lewis und Joe Young, Musik von Ray Henderson
- „Keep Smiling at Trouble“. Text von Al Jolson und B. G. DeSylva, Musik von Lewis Gensler
- „Golden Gate“. Text von Billy Rose und Dave Dreyer, Musik von Al Jolson und Joseph Meyer
- „There's a Rainbow Round My Shoulder“. Text und Musik von Billy Rose, Al Jolson und Dave Dreyer.

## Kritiken
Die Kritiken überschlugen sich in erster Linie aufgrund der kinematographischen Innovation des gesprochenen Wortes und der zu hörenden Gesangsstimme. Über den Inhalt, der gelegentlich schon damals als „Kitsch“ bezeichnet wurde, ließen sich die Kritiker seltener und nicht immer wohlwollend aus.
Mordaunt Hall schrieb in der New York Times: „Jolson hat in diesem neuen Stück viel Gefühl sowohl in seinen Gesang als auch in seine Schauspielerei gesteckt, in dem es besonders ansprechende sentimentale Momente gibt, insbesondere wenn Mr. Jolson als Al Stone Gute-Nacht-Geschichten erzählt und seinem kleinen Jungen in der Rolle des Sonny Boy etwas vorsingt. (…) Dann hörte man diesen Al Stone ‚I'm Sitting on Top of the World‘ singen, was der Versammlung gleichermaßen gut gefiel. Mr. Jolsons Gesang verleiht diesem Stück einen wirklich menschlichen Aspekt. (…) Die dargebotene Geschichte ist nie langweilig und wird schlau und gewitzt präsentiert. Der Dialog ist ein wenig stockend und Josephine Dunn ist zwar attraktiv und geschmeidig, überzeugt aber weder in ihrem Schauspiel noch in ihren Äußerungen.“

„Hier ist die volle Rechtfertigung für die Befürworter von Tonfilmen (…) ‚The Singing Fool‘ ist das bisher beste Beispiel für bisher hergestellte Tonfilme.“

„Glücklicherweise hört man in diesem Film Al Jolsons eigene Songs, denn die Geschichte ist so konstruiert, dass er seine besonderen Talente voll ausschöpft. Wann immer die Handlung ins Stocken gerät, muss Al nur einen Schritt nach vorn gehen und sein Ding machen, und der Tag ist gerettet.“

Wiens Die Stunde urteilte: „Al Jolson ist zweifellos ein hervorragender Chansonnier und er erweist sich auch – auf der Bühne wie im Sprechfilm – als ein guter Schauspieler, der trotz mancher Übertreibung in sentimentalen Szenen … zu fesseln und zu ergreifen vermag.“
Das Blatt Freiheit! befand: „Warum nennt man diesen singenden Narren einen Kitsch? Edelkitsch sagen manche liebenswürdigerweise. Ist denn Gefühl unter allen Umständen – Kitsch? (…) Der ‚Singende Narr‘ ist ein echter. Das Bajazzomotiv, das so oft verkitscht wurde, bei ihm ist es echt. Man muß nur sehen und hören wie auch Freude und Glück in der Darstellung Al Jolsons … aus dem Natürlichreinen, aus wirklichem Herzen aufsteigt.“
Das Linzer Tagblatt schrieb: „Sowohl Jolson wie der reizende, kleine Sonny boy bieten was Spiel, Sprache und Gesang anbelangt, eine Kunstleistung, die wohl nicht mehr leicht übertroffen werden kann.“
Nachfolgend eine ungewöhnlich kritische Stimme, die sich, neben der Tatsache, dass Der singende Narr wie schon sein Vorgänger „Der Jazzsänger“ ein überwiegend stummer Film war, mit der Rührseligkeit des Filmstoffs auseinandersetzte:
Wiens Illustrirte Kronen-Zeitung sah hier zwar „ein klangtechnisches Meisterwerk, in dem sowohl gesprochen als gesungen wird. Allerdings ertönt nur in einzelnen Partien des Werkes die menschliche Stimme. (…) Die Handlung ist ein für den europäischen Geschmack unerträgliches Gemisch. Ein Bonbon in Tränensalz getaucht.“